# Tomoji Tanabe
Tomoji Tanabe (in giapponese: 田鍋友時; Miyakonojō, 18 settembre 1895 – Miyakonojō, 19 giugno 2009) è stato un supercentenario giapponese che detenne il titolo di persona di sesso maschile più longeva vivente al mondo dal 24 gennaio 2007, con la morte del portoricano Emiliano Mercado del Toro, fino al suo stesso decesso, avvenuto oltre due anni più tardi.

## Biografia
Nato a Miyakonojō, nella prefettura di Miyazaki, Tanabe lavorò come ingegnere civile nell'ambito dell'amministrazione comunale; ebbe otto figli, 25 nipoti e oltre 54 bisnipoti. Durante la sua vita non bevve mai alcolici e non fumò mai; addusse queste salutari abitudini a motivazione della propria longevità. Aveva l'abitudine di bere molto latte e di consumare molte verdure; durante la vecchiaia aveva drasticamente ridotto il consumo dei cibi molto grassi.
Al momento della sua morte era la settima persona vivente più longeva al mondo e la terza in Giappone (dietro a Kama Chinen e a Chiyo Shiraishi); all'epoca risultava inoltre la novantunesima persona più longeva la cui età fosse stata accertata, nonché la decima persona di sesso maschile più longeva di sempre. Era diventato l'uomo giapponese vivente più longevo nel giugno 2006, alla morte di Nijiro Tokuda. Il 18 settembre 2007, giorno del suo 112º compleanno, dichiarò di non voler morire e di volere, anzi, vivere per sempre.
Morì per insufficienza cardiaca il 19 giugno 2009,, nella propria casa sull'isola di Kyūshū, all'età di 113 anni e 274 giorni. Il britannico Henry Allingham gli succedette come uomo più longevo vivente al mondo, mentre il titolo di decano maschile giapponese passò a Jirōemon Kimura, destinato poi a diventare la persona di sesso maschile più longeva della storia dell'umanità.